# Mateusz Borkowski
Mateusz Borkowski (ur. 2 kwietnia 1997 w Starachowicach) – polski lekkoatleta, specjalizujący się w biegach średnich. Olimpijczyk z Tokio 2020 i Paryża 2024.
Na międzynarodowej imprezie zadebiutował w 2013, zdobywając złoty medal olimpijskiego festiwalu młodzieży Europy. Startując w biegu na 1500 metrów, zajął drugie miejsce podczas europejskich kwalifikacji i wystąpił na igrzyskach olimpijskich młodzieży w Nankin. Brązowy medalista juniorskich mistrzostw Europy w biegu na 800 metrów (2015). Dwa lata później sięgnął po brązowy medal IAAF World Relays.
Złoty medalista juniorskich mistrzostw Polski na stadionie (2015) i w hali (2016). Brązowy medalista halowych mistrzostw Polski w biegu na 800 metrów (2017).

## Osiągnięcia
| Rok  | Impreza                                               | Miejsce    | Konkurencja        | Lokata               | Wynik   |
| ---- | ----------------------------------------------------- | ---------- | ------------------ | -------------------- | ------- |
| 2013 | Olimpijski festiwal młodzieży Europy                  | Utrecht    | bieg na 3000 m     | 1. miejsce           | 8:28,89 |
| 2014 | Kwalifikacje Europy do igrzysk olimpijskich młodzieży | Baku       | bieg na 1500 m     | 2. miejsce           | 3:52,25 |
| 2014 | Igrzyska olimpijskie młodzieży                        | Nankin     | bieg na 1500 m     | 4. miejsce (Finał B) | 3:55,58 |
| 2015 | Mistrzostwa Europy juniorów                           | Eskilstuna | bieg na 800 m      | 3. miejsce           | 1:49,21 |
| 2016 | Mistrzostwa świata juniorów                           | Bydgoszcz  | bieg na 800 m      | eliminacje           | 1:50,93 |
| 2017 | Halowe mistrzostwa Europy                             | Belgrad    | bieg na 800 m      | eliminacje           | 1:50,08 |
| 2017 | IAAF World Relays                                     | Nassau     | sztafeta 4 × 800 m | 3. miejsce           | 7:18,74 |
| 2017 | Młodzieżowe mistrzostwa Europy                        | Bydgoszcz  | bieg na 800 m      | 4. miejsce           | 1:48,92 |
| 2017 | Uniwersjada                                           | Tajpej     | bieg na 1500 m     | 12. miejsce          | 3:50,99 |
| 2018 | Mistrzostwa Europy                                    | Berlin     | bieg na 800 m      | 5. miejsce           | 1:45,42 |
| 2019 | Halowe mistrzostwa Europy                             | Glasgow    | bieg na 800 m      | eliminacje           | 1:48,82 |
| 2019 | Młodzieżowe mistrzostwa Europy                        | Gävle      | bieg na 800 m      | 1. miejsce           | 1:48,75 |
| 2021 | Halowe mistrzostwa Europy                             | Toruń      | bieg na 800 m      | 2. miejsce           | 1:46,95 |
| 2021 | Superliga drużynowych mistrzostw Europy               | Chorzów    | bieg na 800 m      | 3. miejsce           | 1:46,66 |
| 2021 | Igrzyska olimpijskie                                  | Tokio      | bieg na 800 m      | półfinał             | 1:46,54 |
| 2022 | Mistrzostwa świata                                    | Eugene     | bieg na 800 m      | eliminacje           | 1:47,61 |
| 2022 | Mistrzostwa Europy                                    | Monachium  | bieg na 800 m      | eliminacje           | 1:47,74 |
| 2023 | Halowe mistrzostwa Europy                             | Stambuł    | bieg na 800 m      | półfinał             | 1:47,55 |
| 2023 | I dywizja drużynowych mistrzostw Europy               | Chorzów    | bieg na 800 m      | 7. miejsce           | 1:47,18 |
| 2023 | Mistrzostwa świata                                    | Budapeszt  | bieg na 800 m      | półfinał             | 1:44,30 |
| 2024 | Halowe mistrzostwa świata                             | Glasgow    | bieg na 800 m      | eliminacje           | 1:48,07 |

## Rekordy życiowe
- Bieg na 400 metrów (stadion) – 47,25 (2023)
- Bieg na 400 metrów (hala) – 47,69 (2023)
- Bieg na 600 metrów (hala) – 1:17,40 (2020)
- Bieg na 800 metrów (stadion) – 1:44,30 (2023)
- Bieg na 800 metrów (hala) – 1:45,79 (2021)
- Bieg na 1000 metrów (hala) – 2:26,11 (2016)
- Bieg na 1500 metrów (stadion) – 3:41,97 (2015)
- Bieg na 1500 metrów (hala) – 3:45,83 (2016) były rekord Polski juniorów
- Bieg na 3000 metrów (stadion) – 8:28,89 (2013)